# Estadio Luis de la Fuente

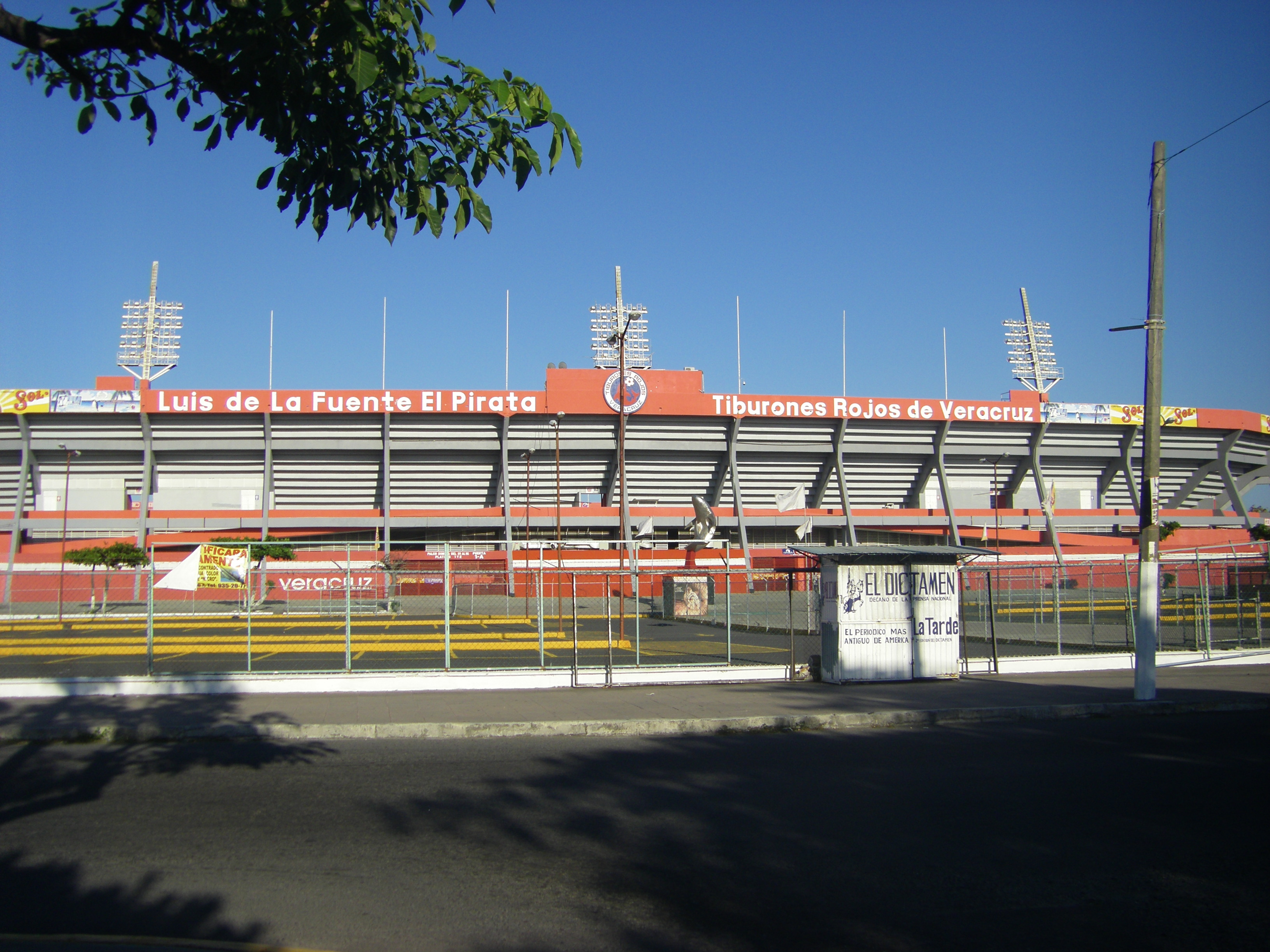
Das zu Ehren des größten Fußballers von Veracruz benannte Estadio Luis de la Fuente El Pirata

Das Estadio Luis de la Fuente El Pirata ist ein Fußballstadion in der mexikanischen Gemeinde Boca del Río, einem mit der Hafenstadt Veracruz verwachsenen Vorort. Das Stadion dient dem CD Veracruz, besser bekannt auch unter seinem Spitznamen Tiburones Rojos de Veracruz (die Roten Haie von Veracruz), als Heimspielstätte. 

## Geschichte
Die Initiative zum Bau des Stadions ging von Pepe Lajud aus, der damals Eigentümer des CD Veracruz war. 
Die offizielle Einweihung des Stadions erfolgte am 19. März 1968, allerdings ohne das ansonsten übliche Eröffnungsspiel. 
Seinen heutigen Namen erhielt das Stadion durch einstimmigen Beschluss des Stadtrates von Boca del Río in seiner Sitzung vom 22. Mai 1981. Mit dem Namen ehrt das Stadion das größte Fußballtalent, das der Fußball in Veracruz hervorgebracht hat, den ehemaligen Nationalspieler Luis de la Fuente, der 1972 verstarb.
Das offizielle Fassungsvermögen des Stadions liegt heute – je nach Quelle – bei etwa 30.000 bis 32.000 und lag in der Vergangenheit nie höher als bei 36.000. Aufgrund der gestiegenen Popularität des Vereines, die in der Saison 1989/90 ihren Höhepunkt erreichte, drängten sich bei einigen Spielen bis zu 40.000 Zuschauer ins Stadion.